# Kinas ambassad i Stockholm
Kinas ambassad i Stockholm (även Kinesiska ambassaden) är Folkrepubliken Kinas beskickning i Sverige. Kina har haft fast diplomatisk representation i Sverige sedan 1916, då Republiken Kinas minister i Berlin sidoackrediterades i Sverige. Sedan 1947 har Kinas sändebud i Sverige haft ambassadörs rang.
Kinas ambassadör sedan 2022 är Cui Aimin. Diplomatkoden på beskickningens bilar är AX.

## Fastigheter

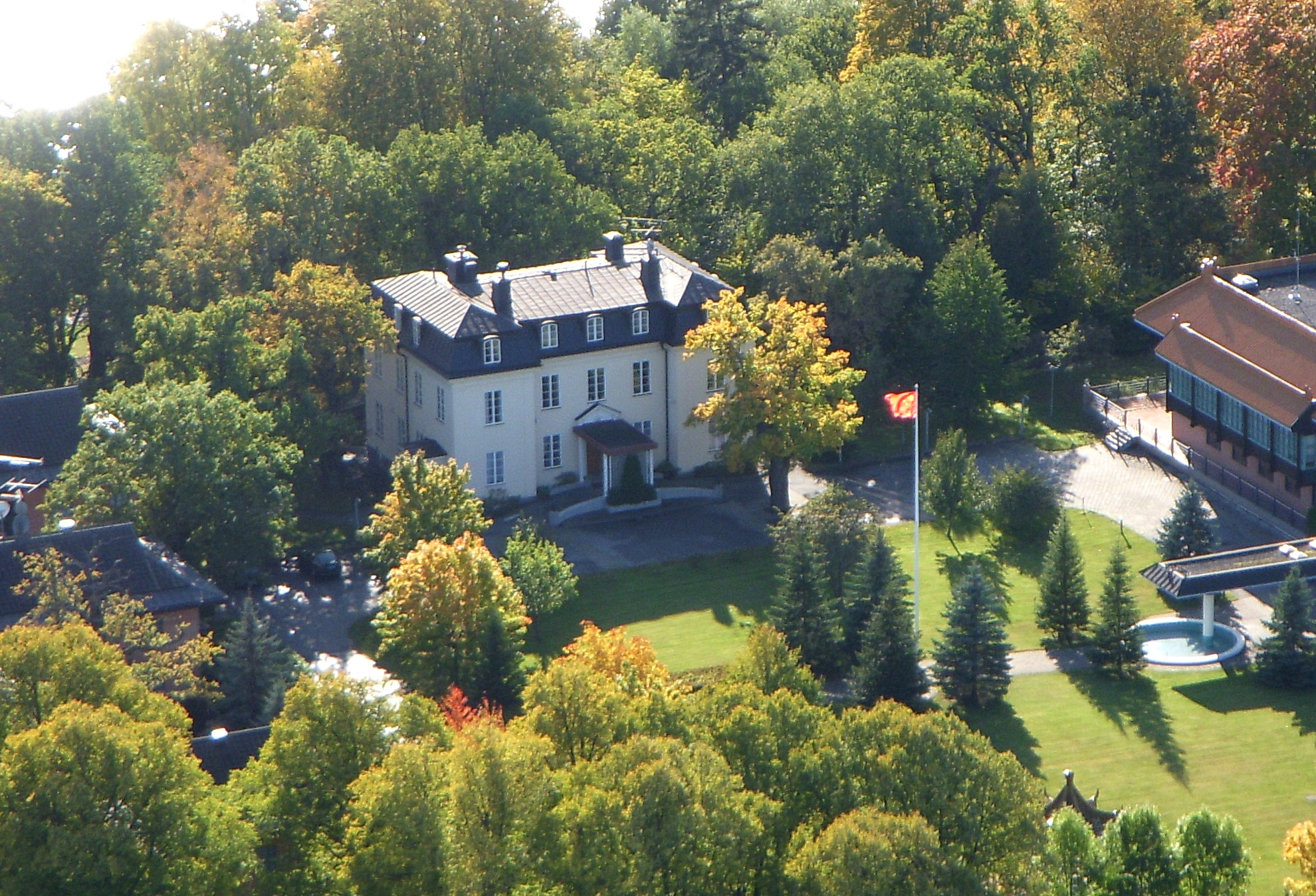
Dragongårdens huvudbyggnad, residens för Kinas ambassadör.

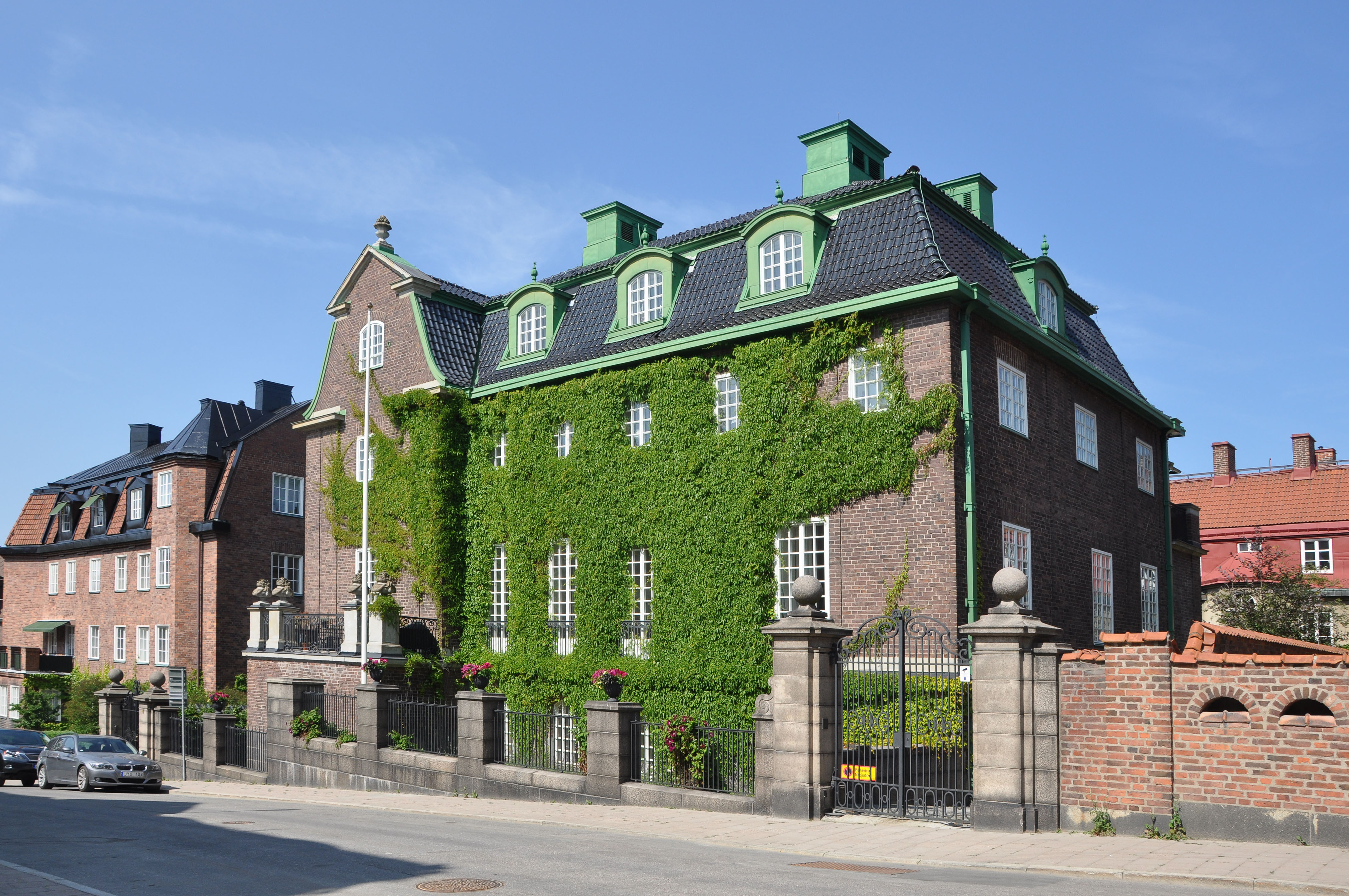
Tidigare ambassadbyggnaden, Bragevägen 4.

Den nuvarande ambassaden är sedan 1990-talet belägen i en fastighet på Lidovägen 8 vid Djurgårdsbrunnsviken i Stockholm, strax öster om Etnografiska museet och Tekniska museet, på området för Stockholmsutställningen 1930. Området tillhörde tidigare Livregementets dragoner (K 2) och regementets kanslihus kom senare att kallas Dragongården. Den kom att användas som bostad åt greve Folke Bernadotte som hade varit regementskvartermästare vid K 2. Han mördades av judiska terrorister under sitt medlaruppdrag i Palestina 1948. Den efterlevande familjen bodde kvar i byggnaden till mitten av 1970-talet då den övertogs av Byggnadsstyrelsen. Området förvärvade 1985 av Kinas ambassad som i början av 1990-talet lät uppföra nya kansli- och bostadshus i klassisk kinesiskinfluerad byggnadsstil. Dragongården ligger kvar på området och är i dag den kinesiske ambassadörens residens.
Ambassaden var 1923–1928 inrymd i Alberget 6, 1929–1931 Torstenssonsgatan 4, 1932–1933 Villagatan 5–7, 1934–1949 Villagatan 13A, 1950–1954 Ringvägen 56 (Lidingö) och åren 1955–1991 på Bragevägen 4 i Lärkstaden.

## Beskickningschefer
Kinas beskickningschef i Sverige är den högste företrädaren för Kinas utrikestjänst i Sverige, Kinas ambassad i Stockholm i Stockholm och fram tills unionsupplösningen 1905 även i Norge.
Sverige-Norge och Qingdynastins Kina slöt sitt första handelsfördrag 1847, men den första kinesiska beskickningen kom inte till Sverige förrän 1866.

### Qingdynastinssändebud
- Binchun (1866)
- Anson Burlingame (1869)

### Republiken Kinaslegationschefer och ambassadörer
Sverige erkände Republiken Kina som Kinas regering den 6 oktober 1913.
| Namn               | Titel                                               | Utnämnd           | Tillträde         | Avgång            | Anmärkning                                   |
| ------------------ | --------------------------------------------------- | ----------------- | ----------------- | ----------------- | -------------------------------------------- |
| Yen Wei Ching      | envoyé extraordinaire och ministre plénipotentiaire | 13 april 1916     |                   | maj 1920          | ackrediterad i Tyskland, Sverige och Danmark |
| Tchang Tsou Seng   | envoyé extraordinaire och ministre plénipotentiaire | 3 oktober 1920    |                   | 17 juni 1922      | sidoackrediterad i Norge och Danmark         |
| Tai Tch’enne Linne | envoyé extraordinaire och ministre plénipotentiaire | 17 juni 1922      |                   | 24 oktober 1925   | sidoackrediterad i Norge                     |
| Tseng Tsung-Kien   | envoyé extraordinaire och ministre plénipotentiaire | 23 februari 1926  |                   | 27 februari 1929  | sidoackrediterad i Norge                     |
| Chu Chang Nien     | envoyé extraordinaire och ministre plénipotentiaire | 27 februari 1929  |                   | 1 februari 1934   | sidoackrediterad i Norge och Finland         |
| Beue Tann          | chargé d’affaires                                   | april 1934        | 16 juli 1934      | september 1936    |                                              |
| Wang King-Ky       | envoyé extraordinaire och ministre plénipotentiaire | 19 maj 1936       | 20 september 1936 | 21 oktober 1938   | sidoackrediterad i Norge                     |
| Hsieh Wei-lin      | envoyé extraordinaire och ministre plénipotentiaire | 21 oktober 1938   | 21 oktober 1938   | 18 september 1947 | sidoackrediterad i Norge                     |
| Hsieh Wei-lin      | extraordinär och plenipotentiär ambassadör          | 18 september 1947 | 19 januari 1950   | 19 januari 1950   |                                              |

### Folkrepubliken Kinasambassadörer
Hsieh Wei-lin avgick från sin position som Kinas ambassadör i Stockholm i samband med att Sverige erkände Folkrepubliken Kina i januari 1950 och den 9 maj samma år upprättade de båda staterna formella diplomatiska förbindelser.
- Geng Biao (1950.09—1956.02)
- Han Nianlong (1956.05—1958.10)
- Dong Yueqian (1959.01—1964.01)
- Yang Bozhen (1964.02—1969.05)
- Wang Dong (1969.06—1971.12)
- Wang Luming (1972.03—1974.04)
- Qin Lizhen (1974.08—1979.06)
- Cao Keqiang (1979.09—1982.12)
- Wang Ze (1983.02—1984.09)
- Wu Jiagan (1984.12—1988.06)
- Tang Longbin (1988.07—1993.07)
- Yang Guirong (1993.08—1997.02)
- Qiao Zonghuai (1997.03—1998.10)
- Wang Guisheng (1998.12—2001.11)
- Zou Mingrong (2001.12—2004.06)
- Lü Fengding (2004.09—2008.04)
- Chen Mingming (2008.05—2011.03)
- Lan Lijun (2011.05—2013)
- Chen Yuming (2013.12.05—2017.08)
- Gui Congyou (2017.08—2021.09)
- Cui Aimin (2022.01-)

## Påtryckningar mot den svenska regeringen och svenska medier
Under ambassadör Guis ledning anklagades ambassaden för att ha utfört systematiska påtryckningar mot svenska medier. Under perioden riktade ambassaden vid flera tillfällen hot om repressalier över negativ rapportering om det kinesiska kommunistpartiet. 
Ambassadören uppkallades till UD över 40 gånger för utfrågning om sina försök till påverkan av kinarapportering . Flera svenska partier tog också ställning för att förklara Gui som icke önskvärd. Efter en uppmärksammad konflikt med den utrikes- och säkerhetspolitiska tankesmedjan Frivärld och avslöjanden om försök till påverkan av svenska riksdagsledamöter blev ambassadören bryskt ersatt.

### Fotnoter
1. ↑  ”New Ambassadors from China and Morocco”. New Ambassadors from China and Morocco. Utrikesdepartementet. https://www.government.se/government-of-sweden/ministry-for-foreign-affairs/diplomatic-portal/.
2. ↑  Harlén, Hans (1998). Stockholm från A till Ö., del 1, Innerstaden. Älvsjö: Brännkyrka hembygdsförening. sid. 108. Libris 2506698. ISBN 91-630-6771-4
3. ↑  Ungefär vid utställningens nöjesfält. Se kartan på pärmens insida i Rudberg 1999.
4. 1 2 3  Roth, Thomas (2001). ”Dragonerna på Gärdet” (PDF). Kulturvärden (SFV) (2):  sid. 19. Arkiverad från originalet den 23 juni 2018. https://web.archive.org/web/20180623083139/https://www.sfv.se/globalassets/kulturvarden-artiklar/2001_02/s18-dragonerna_pa_gardet.pdf. Läst 4 december 2009.
5. ↑  Harlén, Hans (1998). Stockholm från A till Ö., del 1, Innerstaden. Älvsjö: Brännkyrka hembygdsförening. sid. 221. Libris 2506698. ISBN 91-630-6771-4
6. ↑  Karl XV och hans tid
7. ↑  https://www.svt.se/nyheter/inrikes/china-s-large-scale-media-push-attempts-to-influence-swedish-media
8. ↑  https://www.svt.se/nyheter/inrikes/kinas-ambassad-hotar-sveriges-regering
9. ↑  https://www.svt.se/nyheter/inrikes/kinas-ambassador
10. ↑  https://www.dn.se/nyheter/sverige/kinas-ambassador-kallas-till-ud-efter-oacceptabla-hot/
11. ↑  https://www.svt.se/nyheter/inrikes/v-kd-och-sd-vill-utvisa-den-kinesiska-ambassadoren
12. ↑  ”Tankesmedjornas krav - UD bör markera mot Kina”. Tankesmedjornas krav - UD bör markera mot Kina. Sveriges Television. https://www.svt.se/kultur/tankesmedjornas-krav-ud-bor-markera-mot-kina.
13. ↑  ”Kinas ambassad försökte stoppa riksdagsmotioner”. Sveriges Television. 4 september 2021. https://www.svt.se/nyheter/inrikes/kinesiska-ambassaden-forsokte-stoppa-riksdagsmotioner. Läst 30 januari 2022.
14. ↑  ”Snabb sorti för Kinas ambassadör visar brev”. Svenska Dagbladet. 23 september 2021. https://www.svd.se/uppgift-kinas-ambassador-i-sverige-avgar. Läst 30 januari 2022.

### Webbkällor
- Lista över Folkrepubliken Kinas ambassadörer i Sverige
- 中国对瑞典国最早的全面记述 ("Kinas första fullständiga skildring av Sverige")[död länk]